# Biểu tình Liban 2011
Biểu tình Liban 2011 chịu ảnh hưởng từ biểu tình tại Trung Đông và Bắc Phi 2010–2011. Cuộc biểu tình nhắm đến chủ nghĩa thế tục và cải cách hệ thống chính trị hòa lẫn tôn giáo (confessionalism) tại Liban. Cuộc biểu tình bắt đầu từ ngày 12 tháng 1 năm 2011 và lụi tàn vào cuối năm 2011.